# 大船渡湾
座標: 北緯39度02分34秒 東経141度43分44秒 / 北緯39.04278度 東経141.72889度
大船渡湾（おおふなとわん）は、岩手県の南東部にある湾である。

## 概要
岩手県大船渡港湾口防波堤両先端から陸側にある海域である。湾口は太平洋へ東南東方向に開けている。湾口幅0.2km、面積7.89km2。リアス式海岸に位置し、屈曲したL字状の形状をしており、湾内は南北方向に長く奥行き約6kmである。珊琥島をはじめ4つの島がある。
湾内には広域漁港として大船渡漁港があり、湾奥には大船渡市の市街地と重要港湾である大船渡港がある。流入河川として、湾奥に盛川があるほか、須崎川や後ノ入川等の小河川がある。
津波対策用に大船渡湾口防波堤が1963年に建設されており、海底までの水深38mの地点であるが、潜堤も含め水深16mまで堤防が作られていた。全長は、湾口全部をカバーしており736mある。うち、海面上は北堤43.7m、南堤291.0mとなっている。この湾口防波堤は、2011年の東北地方太平洋沖地震に伴う津波により、倒壊した。このため、想定対象をチリ地震津波規模から明治三陸地震津波規模に拡大し、堤防を拡大・復旧することが計画されている。
大船渡湾内ではカキ等の養殖が行われているが、湾口が狭く閉鎖水域となっているため、水質汚濁には関心が払われてきた。湾口防波堤と市街地化による水質の悪化が見られていたが、下水道の整備等により改善が行われてきていた。東日本大震災により湾口防波堤が倒壊した結果、水質が改善されてこともあったため、堤防復旧にあたっては、水質維持も考慮されることとなっている。